# Akumulační parní lokomotiva

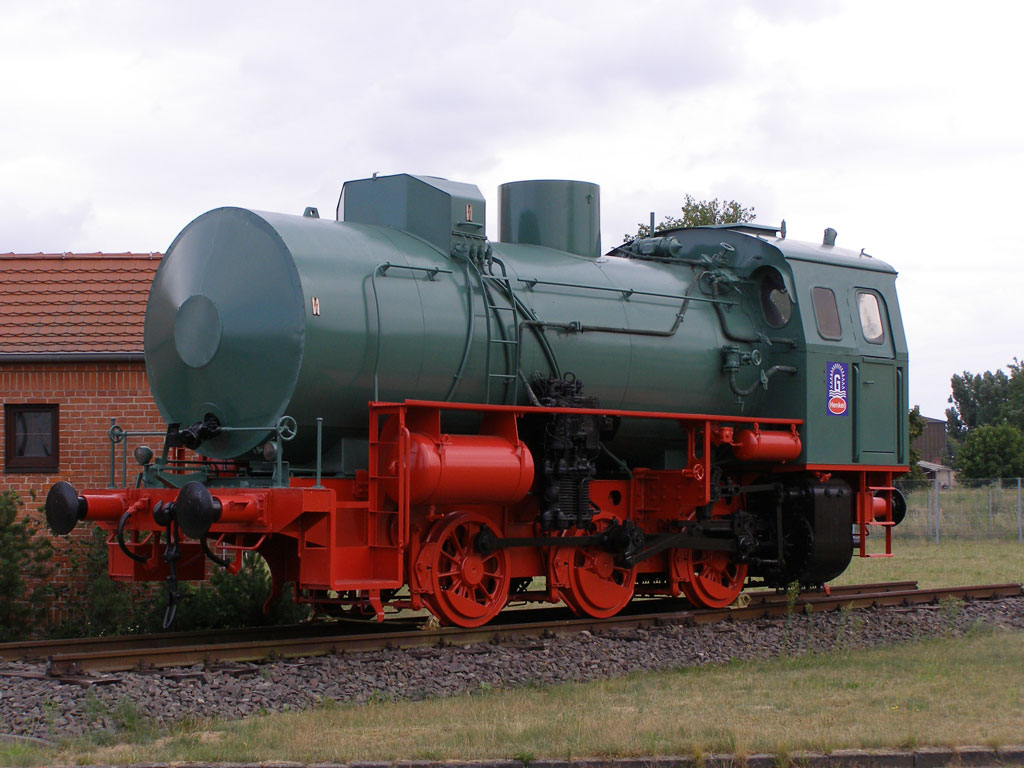
Zrenovovaná parní akumulační lokomotiva typu FLC v muzeu Henkel-Werk, Genthin

Akumulační parní lokomotiva neboli bezohňová lokomotiva je parní lokomotiva bez vlastního topeniště. Namísto lokomotivního parního kotle s topeništěm má pouze zásobník páry, kterou dočerpává z externího zdroje. Má malý dojezd, ale s výhodou se využívá například v dolech nebo v menších prostorech, které nezamořuje zplodinami.

## Použití
Akumulační lokomotivy se využívaly především v chemických továrnách a v provozech, kde by běžná parní lokomotiva s otevřeným ohništěm mohla způsobit požár či výbuch. Takovéto velké továrny měly obvykle mimo nebezpečné provozy svou kotelnu, která pro lokomotivu sloužila jako zdroj páry. Akumulační lokomotivy se používaly také v podzemních provozech, v dlouhých tunelech a tam kde jejich levný provoz byl ekonomicky výhodnější než použití klasické parní lokomotivy (z tohoto důvodu je několik lokomotiv ve světě dosud v provozu). Podmínkou je možnost doplnit páru ze stacionárního zdroje – velké kotelny. Nevýhodou je malý akční rádius, lokomotiva se nesmí příliš vzdálit od zdroje páry, proto jsou používány především na vlečkách.

## Popis a konstrukce
Lokomotiva má zásobník, sloužící k akumulaci páry, o velikosti obvykle několik desítek m³. Ten je naplněný z větší části vodou a z externího zdroje je do něj přiváděna tlaková pára, která vodu ohřívá a zásobník natlakuje. V provozu je pak pára v zásobníku shromažďována v parním dómu a odtud je mokrá pára vedena do parního stroje, kde koná práci, podobně jako v konvenční parní lokomotivě. Snižováním tlaku v zásobníku dochází ke snížení bodu varu vody a k vývinu další páry. Před spotřebováním akumulované páry v zásobníku musí lokomotiva dojet doplnit páru ke zdroji. Při pracovních tlacích v zásobníku (15 – 40 atm) je bod varu vody a tedy i teplota syté páry kolem 200 – 250 °C.
Ovládání lokomotivy je jednodušší než u konvenční parní lokomotivy, odpadá péče o oheň v topeništi a není třeba hlídat stav vody v kotli. Obsluha bývá jednočlenná.
Lokomotivy mají obvykle dvouválcový parní stroj na mokrou páru, 3 až 4 spřažená dvojkolí, a jsou vybaveny tlakovou brzdou.
Největším výrobcem akumulačních lokomotiv v České republice bylo ČKD Praha.
Kromě popsaného principu akumulace páry byly bezohňové lokomotivy poháněny i jinými způsoby, např. tlakovým vzduchem (některé jezdí dodnes), nebo pomocí nahřátých keramických žáruvzdorných cihel, jako neúspěšný prototyp lokomotivy (Fowler's Ghost) na London's Metropolitan Railway.       

## Dochované stroje v České republice
Seznam dochovaných strojů v ČR, všechny lokomotivy jsou v neprovozním stavu.
- 998 200-0 tovární označení FLC.03 200 (Feuerlose – bezohňová a C je počet spřažených náprav), výrobce: RAW Meiningen, r. v. 1988, lokomotiva jezdila ještě v roce 2014 v Setuze Ústí nad Labem s přezdívkou Papiňák, v majetku Klubu přátel kolejových vozidel (KPKV), Brno
- 998 201-8 tovární označení FLC.03, výrobce: RAW Meiningen, r. v. 1988, lokomotiva jezdila do roku 2014 v Setuze Ústí nad Labem, v majetku KPKV, Brno
- FLC ev. č. 3, výrobce: RAW Meiningen, r. v. 1985, jezdila v německé elektrárně Hirschfelde poblíž Žitavy, umístěna v libereckém technickém muzeu
- CS40A č. 3541 A 03, výrobce ČKD Praha, r. v. 1955, v majetku KPKV, Brno, ve vystavovatelném stavu
- CS40A č. 3539 A 918, výrobce ČKD Praha, r. v. 1955, v majetku KPKV, Brno
- AKU A 920 v.č. 11873, výrobce: Orenstein & Koppel, Berlin, r. v. 1929, v majetku: Zubrnické museální železnice, umístěna ve Velkém Březně, vrak
- CN 40a č.2483, výrobce ČKD Praha, r. v. 1948, v majetku ŽSR, umístěna v Múzeu dopravy STM, Bratislava (mimo území ČR)
- CS 15A č.1594, 303.202, výrobce ČKD Praha, r. v. 1931, umístěna v depozitáři NTM v Čelákovicích

## Zajímavost
Ve velké uhelné elektrárně v Mannheimu v Německu dosud tři akumulační lokomotivy výrobce RAW Meiningen obsluhují vlečku.

## Galerie

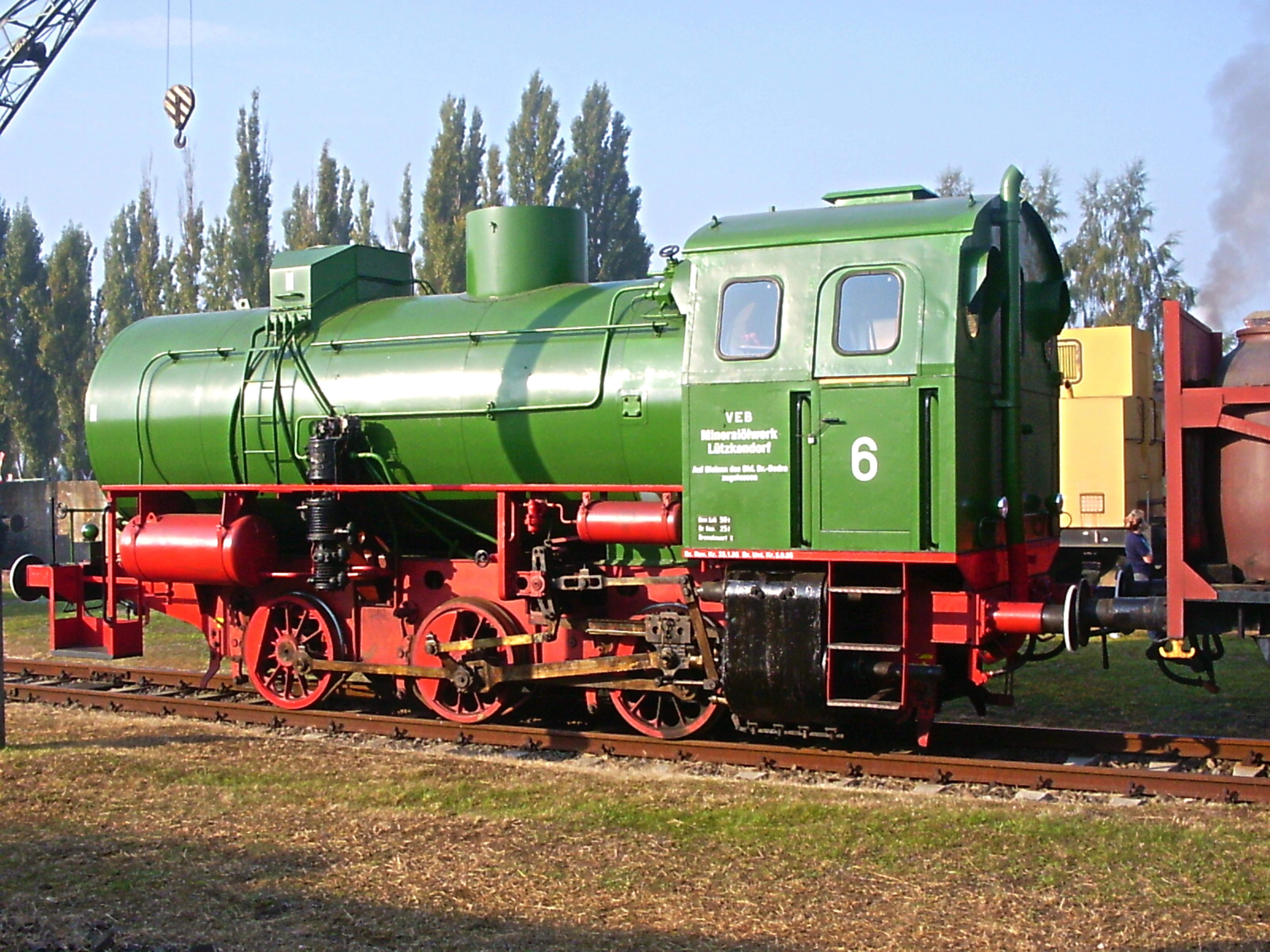
Akumulační lokomotiva FLC Meiningen
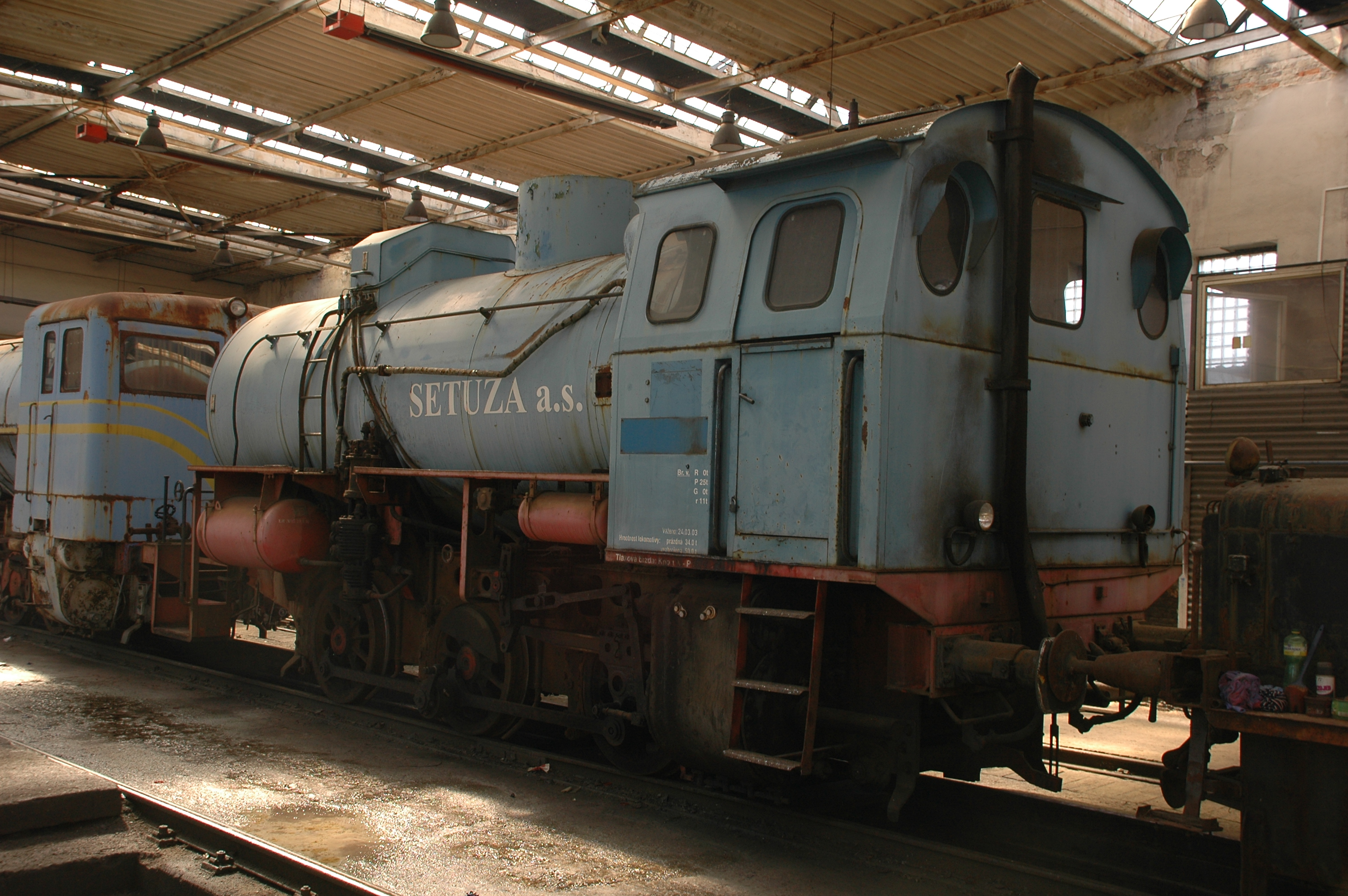
Lokomotiva FLC Meiningen české řady 998 spolku KPKV Brno
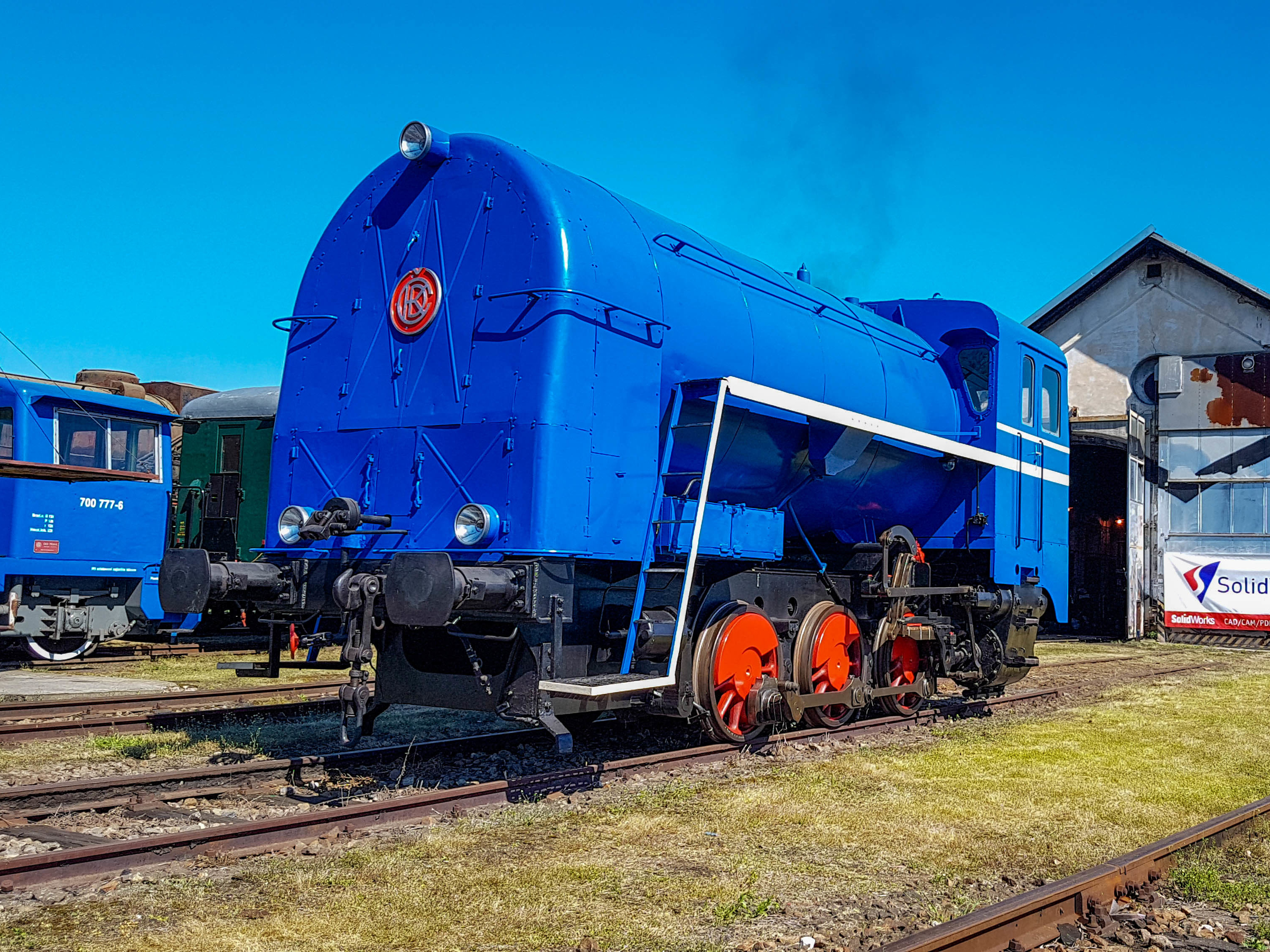
Lokomotiva ČKD 1435 CS 40A spolku KPKV Brno
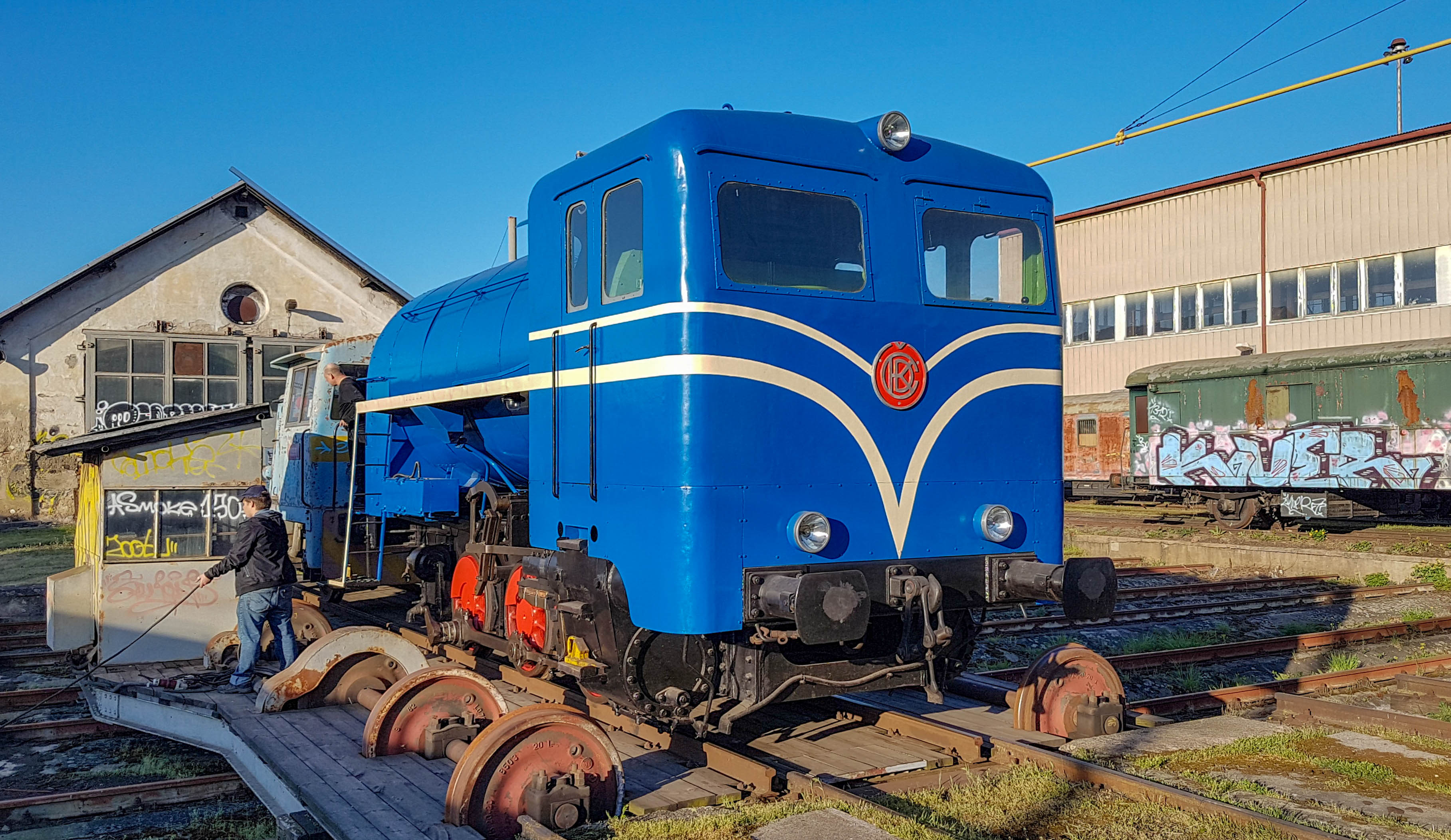
Lokomotiva ČKD 1435 CS 40A spolku KPKV Brno
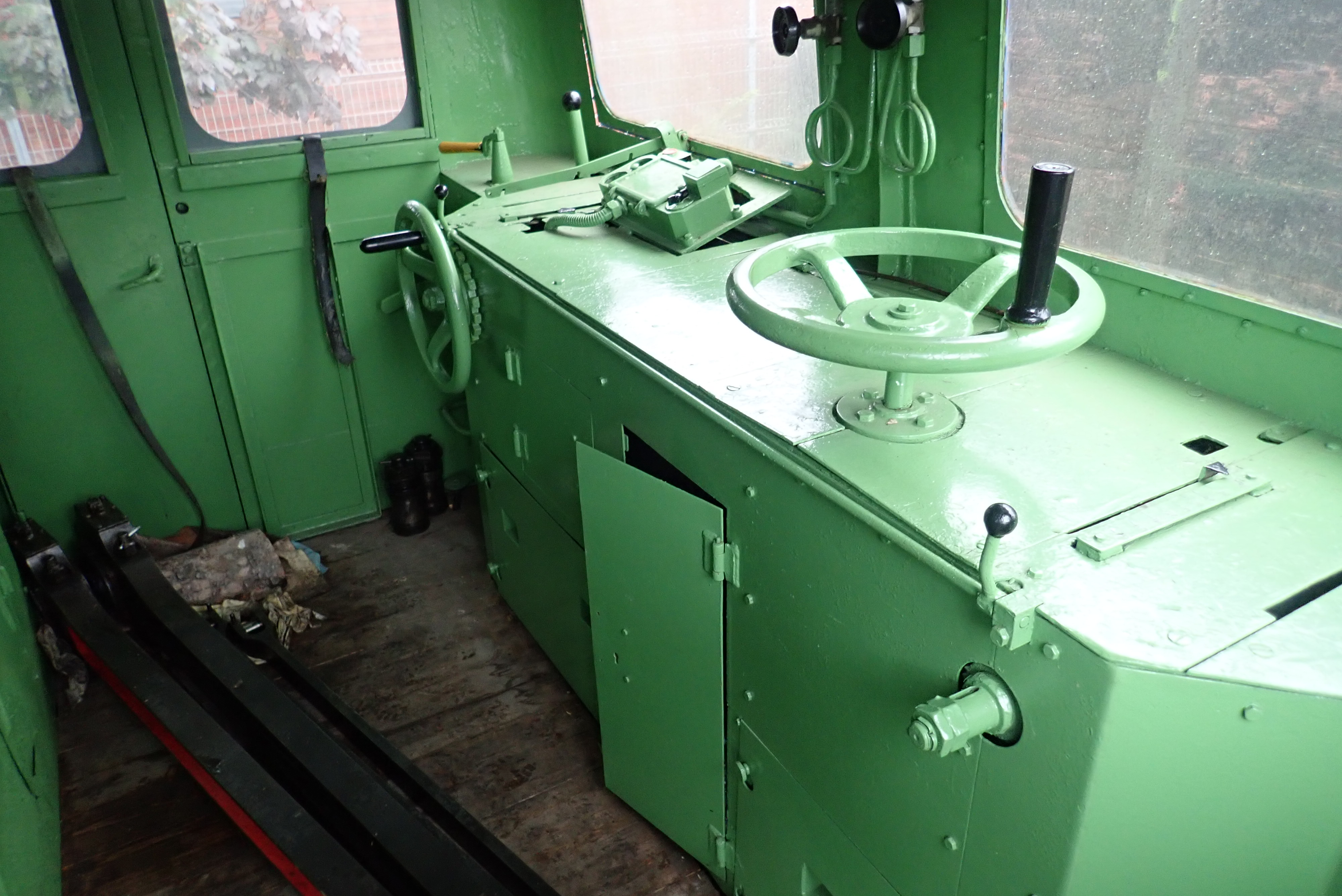
Budka strojvůdce parní akumulační lokomotivy ČKD 1435 CS 40 A